# Equipe malgaxe na Copa Davis
A equipe malgaxe na Copa Davis representa Madagascar na Copa Davis, principal competição de tênis masculina por equipes do mundo. É administrada pela Fédération Malgache de Tennis.